# 大江町立本郷西小学校
大江町立本郷西小学校（おおえちょうりつほんごうにししょうがっこう）はかつて山形県西村山郡大江町にあった公立小学校である。

## 概要
- 大江町の西部に位置する十八才地区に本郷西小学校があった。

## 所在地
- 山形県大江町大字十八才甲117-1

## 沿革
- 1882年（明治15年）9月から1892年〈明治25年〉までの約10年間） - 月布学校設立[1]
- 1885年（明治18年） - 月布学校大鉢分教場を設置
- 1887年（明治20年） - 月布簡易小学校と改称
- 1892年（明治25年）10月1日 - 本郷西部尋常小学校設立
- 1924年（大正13年） - 本郷西部尋常高等小学校に改称
- 1941年（昭和16年） - 本郷村西部国民学校に改称
- 1947年（昭和22年） - 本郷村立西部小学校に改称
- 1954年（昭和29年） - 漆川村立第二小学校に改称
- 1959年（昭和34年） - 現在の大江町立本郷西小学校に改称
- 1983年（昭和58年） - 新校舎・体育館・グラウンドが完成
- 2005年（平成18年） - 旧校舎玄関を現校舎に移設
- 2013年（平成25年）3月31日 - 児童数減少に伴い、2013年度から本郷西小学校を休止となった。休止後の通学先は本郷東小学校となる。[2]

## 学区
学区は休校前のものである。
- 三合田、久保、材木、橋上、小釿、十八才、楢山、月布地区

## 児童数
| 年度 | 男子 | 女子 | 計 |
| ---- | ---- | ---- | -- |
| 2011 | 15   | 9    | 24 |
| 2010 | 18   | 16   | 34 |
| 2009 | 15   | 17   | 32 |
| 2008 | 20   | 18   | 38 |
| 2007 | 18   | 19   | 37 |
| 2006 | 19   | 15   | 34 |
| 2005 | 15   | 15   | 30 |
| 2004 | 17   | 13   | 30 |
| 2003 | 15   | 17   | 32 |
| 2002 | 16   | 21   | 37 |

## 卒業後
- 大江中学校へ進学する。